# Adetus curupira
Adetus curupira là một loài bọ cánh cứng trong họ Cerambycidae.